# Danyił Abakszyn
Danyił Andrijowycz Abakszyn, ukr. Даниіл Андрійович Абакшин (ur. 22 grudnia 1997 w Jenakijewe) – ukraiński futsalista, grający na pozycji napastnika lub obrońcy.

## Kariera piłkarska
Wychowanek Akademii Piłkarskiej Szachtar Donieck oraz WAT JMZ Jenakijewe. Ze względu na konflikt zbrojny we wschodniej Ukrainie, wraz z rodziną przeprowadził się do Charkowa, gdzie później dołączył do lokalnego klubu Viva Cup Charków. W rozgrywkach futsalu (Puchar Ukrainy) zadebiutował dopiero w 2016 roku, grając jednocześnie w amatorskich drużynach piłkarskich z obwodów połtawskiego i charkowskiego. W 2018 przeniósł się do Urahanu Iwano-Frankiwsk, gdzie od razu stał się jednym z najlepszych strzelców klubu. W sezonach 2019/20 i 2020/21 zdobył tytuł najlepszego snajpera Ekstra-lihi. Z Urahanem w 2021 zdobył mistrzostwo Ukrainy w futsalu. W 2019 jako student Uniwersytetu im. Wasyla Karazina zdobył wicemistrzostwo Europy wśród Uniwersytetów. 4 lipca 2023 podpisał kontrakt z klubem HIT Kijów. W styczniu 2025 wyjechał do Polski, gdzie występował w Eurobusie Przemyśl.

## Kariera reprezentacyjna
7 kwietnia 2021 roku debiutował w kadrze narodowej Ukrainy w meczu fazy grupowej eliminacji Mistrzostw Europy 2022 przeciwko reprezentacji Danii. W pierwszym meczu zdobył dublet (6:2). Następnego dnia, w drugim spotkaniu tych drużyn, strzelił kolejnego gola, a ukraińska reprezentacja wygrała 8:2 i wywalczyła prawo gry na Mistrzostwach Europy w Futsalu 2022 w Holandii.
Na Mistrzostwach Europy 2022 zajął z reprezentacją Ukrainy czwarte miejsce, przegrywając z Hiszpanami w meczu o brązowy medal (1:4).
W 2024 roku, podczas swoich debiutanckich Mistrzostw Świata w futsalu, które odbyły się w Uzbekistanie, wywalczył brązowy medal turnieju. W meczu o trzecie miejsce z reprezentacją Francji (7:1) strzelił hat-tricka, co pozwoliło mu otrzymać Srebrnego Buta turnieju (7 goli w 7 meczach).

## Sukcesy i odznaczenia

### Sukcesy piłkarskie
Reprezentacja Ukrainy
- brązowy medalista Mistrzostw świata: 2024

Urahan Iwano-Frankiwsk
- mistrz Ukrainy: 2020/21
- wicemistrz Ukrainy: 2018/19, 2022/23
- brązowy medalista mistrzostw Ukrainy: 2019/20
- zdobywca Pucharu Ukrainy: 2018/19, 2019/20
- zdobywca Superpucharu Ukrainy: 2019, 2023
- finalista Superpucharu Ukrainy: 2021

HIT Kijów
- mistrz Ukrainy: 2023/24

### Sukcesy indywidualne
- król strzelców Mistrzostw Ukrainy (2): 2020 (17 goli), 2021 (24 gole)
- najlepszy zawodnik Mistrzostw Ukrainy według dziennikarzy (1): 2020/21
- najlepszy młody zawodnik Ekstra-lihi: 2018/19
- najlepszy zawodnik ukraińskiego finału AFLU 2018.
- zwycięzca Srebrnego Buta Mistrzostw Świata FIFA 2024 w futsalu (7 goli)
- najlepszy asystent Mistrzostw Świata w Futsalu 2024 (6 asyst)